# Llorenç Capellà Garí «Batle»
Llorenç Capellà i Garí «Batle» (Llucmajor, 21 de desembre de 1882 - Algaida, 20 de novembre de 1950) va ser un glosador mallorquí, pare de l'escriptor Pere Capellà Roca.
Nasqué a Llucmajor, però el seu pare era un carrabiner algaidí i visqué la major part de la seva vida a Algaida. El 1907 es va casar amb Margalida Roca Vaquer i van tenir quatre fills Pere, Marià, Llorenç i Francesca.
La seva professió era la de sabater, però va ser conegut com un dels glosadors més importants del seu temps. Participà en combats de picat a diversos pobles de l'illa, amb glosadors com es Cabo Loco o en Toni de sa Font. Les seves composicions solen girar entorn de la vida quotidiana dels primers anys del segle xx. Especialment contra el caciquisme, la corrupció, el clericalisme o l'emigració; sempre des d'una perspectiva irònica i satírica.